# Höjen, Arboga
Höjen är en stadsdel i de nordvästra delarna av Arboga. Här ligger Mekens industriområde. Det var där Elektriska Aktiebolaget i Stockholm hade sin verkstad. Det skulle senare bli ett av Sveriges största företag. Det vill säga Asea eller ABB.